# Anna Behlen
Anna Behlen (Kiel, 21 de febrero de 1993) es una jugadora de voleibol y voleibol de playa alemana.

## Carrera

### Carrera en voleibol de salón
En su juventud, jugó voleibol de interior en Wiker SV, donde también jugó en la liga regional. También participó activamente en la selección estatal de Schleswig-Holstein. De 2010 a 2013, la atacante exterior jugó en el equipo de segunda división VT Aurubis Hamburg 2, con el que ganó el campeonato de segunda división en 2012. Bundesliga Norte. Desde 2013 juega junto con su entonces compañera de voleibol de playa Katharina Culav en el equipo de la liga estatal de MTV 48 Hildesheim, con el que ascendió a la liga de la asociación en 2014 y luego a la 3.ª división jugó la Liga Oeste. En 2019/20, Behlen volvió a jugar en su país de origen para el club de tercera división Kieler TV, a partir de 2020 para el club de segunda división ETV Hamburg.

### Carrera en voleibol de playa
Behlen ha estado activa en el voleibol de playa desde 2003. Al principio jugó con Janne Wurl en varios campeonatos juveniles nacionales. Desde 2009 ha estado activa con varios socios en el Smart/Techniker Beach Tour y otros torneos nacionales. Con Christine Aulenbrock se convirtió en Campeona de Europa Sub-18 en Espinho, Portugal, en 2009 y un año después Vicecampeona de Alemania Sub-20. En el mismo año alcanzó el quinto lugar en Oporto con Sandra Seyfferth en el Campeonato Mundial Sub-19 y una semana después con Anika Krebs el tercer lugar en el Campeonato de Europa Sub-18. Ganó con Aulenbrock el Campeonato de Alemania Sub-20, alcanzó el quinto puesto con Krebs en el Campeonato del Mundo Sub-19 de Umag (Croacia) y el noveno puesto en el Campeonato de Europa Sub-20 de Tel Aviv. En 2012 se proclamó subcampeona de Alemania Sub-20 junto a Ines Wilkerling. Con Seyfferth, participó por primera vez en el Campeonato Alemán en Timmendorfer Strand y terminó en el puesto 13. En 2013 terminó quinta con Yanina Weiland en el Campeonato Mundial Sub-21 en Umag y con Aulenbrock en el Campeonato Europeo Sub-22 en Varna (Bulgaria). Con su nueva pareja estándar, Katharina Culav, volvió a ocupar el puesto 13 en el campeonato alemán.
En 2014, las nativas de Schleswig-Holstein ascendieron al noveno lugar. En el mismo año participaron por primera vez en un torneo del Circuito Mundial de Voleibol de Playa de la FIVB. En el torneo final del año, el Abierto de Mangaung en Sudáfrica, terminaron subcampeonas de grupo. Luego derrotaron a un equipo sudafricano en la primera ronda principal y a un equipo francés en los octavos de final antes de caer ante las eventuales medallistas de bronce Ukólova/Prokópieva en los cuartos de final. En la clasificación final, las dos alemanas ocuparon el quinto lugar. Behlen/Culav ocupó el puesto 13 en el campeonato alemán. En 2016, Behlen volvió a jugar con Krebs. Behlen/Krebs ganó la Smart Super Cup en Kuehlungsborn y terminó séptimo en el campeonato alemán. En 2017, Behlen volvió a tocar junto a Weiland en la gira nacional. En 2018 comenzó en el Circuito Mundial FIVB con Sarah Schneider y ganó el torneo de 2 estrellas en Nom Pen. En el Techniker Beach Tour nacional, Behlen/Schneider ganó los torneos en Leipzig y Zinnowitz y ocupó el quinto lugar en el Campeonato Alemán en Timmendorfer Strand.
Anne Krohn es la compañera de Behlen desde 2019, con quien consiguió el tercer puesto en el Techniker Beach Tour de Dresde y ganó en Zinnowitz. En el campeonato alemán, el equipo Behlen/Krohn quedó quinto. Behlen fue elegida deportista del año 2019 de Schleswig-Holstein. En 2021, Behlen/Krohn obtuvo el quinto y segundo lugar en las clasificatorias de Timmendorfer Strand en Düsseldorf, el tercer lugar dos veces en Stuttgart, el noveno lugar en Königs Wusterhausen y el tercer lugar en Berlín. En el campeonato alemán, Behlen/Krohn terminó noveno.
En 2022, Behlen volvió a jugar junto a su excompañera Schneider, con quien ganó el torneo «Rock the Beach» en Borkum en julio. En agosto ganó el torneo de Berlín con Anna-Lena Grüne. En el campeonato alemán de septiembre, Behlen/Schneider fueron eliminadas temprano después de dos derrotas. A partir de 2023, Behlen quiere jugar junto a la campeona olímpica Kira Walkenhorst.

### Carrera profesional
Behlen estudió economía social en Hamburgo, y ahora es inspectora detective en Kiel.

## Vida personal
Behlen es hija del entrenador de voleibol de Kiel, Matthes Behlen.